# Liste der Monuments historiques in Pont-de-Roide-Vermondans
Die Liste der Monuments historiques in Pont-de-Roide-Vermondans führt die Monuments historiques in der französischen Gemeinde Pont-de-Roide-Vermondans auf.

## Liste der Objekte
| Bezeichnung                        | Beschreibung                                                            | Standort                                                   | Kennzeichnung | Schutzstatus | Datum | Bild |
| ---------------------------------- | ----------------------------------------------------------------------- | ---------------------------------------------------------- | ------------- | ------------ | ----- | ---- |
| Gemälde Jesus bei Martha und Maria | Ölfarbe auf Leinwand, erste Hälfte des 17. Jahrhunderts; 2004 gestohlen | Pont-de-Roide, in der Kirche Nativité-de-Notre-Dame (Lage) | PM25001244    | Classé       | 1966  |      |
| Pietà                              | Holz, farbig gefasst, 16. Jahrhundert                                   | Châtey, in der Kapelle Notre-Dame-de-Pitié (Lage)          | PM25002350    | Inscrit      | 1992  |      |
| Weihwasserbecken                   | Bronze, 15. Jahrhundert                                                 | Pont-de-Roide, in der Kirche Nativité-de-Notre-Dame (Lage) | PM25001243    | Classé       | 1910  |      |